# Holcim (Česko)
Holcim (Česko), a.s. se sídlem v Čížkovicích je česká společnost, která je součástí skupiny Holcim. Působí ve čtyřech obchodních segmentech: cement, hotový beton, kamenivo a řešení a produkty. Závod společnosti se nachází v Čížkovicích v okrese Litoměřice, cca 3 km od sjezdu z dálnice D8. V lomu vzdáleném 3 km od výrobního závodu se těží vápenec a do cementárny se dopravuje pomocí pásových dopravníků. Holcim Česko je členem Svazu výrobců cementu.

## Historie výroby cementu v Čížkovicích
V oblasti Čížkovic byla v provozu malá cihelna a vápenka již v první polovině 90. let 19. století.
Na ustavující valné hromadě 4. března 1898 byla založena akciová společnost SachsichBömische Portland Cement-Fabrik AG, jejímž největším akcionářem byla Dresdner Bank. V květnu 1898 byl položen základní kámen výrobního závodu cementu v Čížkovicích a v červnu 1899 byla zahájena výroba. Denní kapacita činila až 18 vagonů slínku denně, což představovalo roční kapacitu přibližně šest tisíc tun. Těžba v lomech se od roku 1906 prováděla parním bagrem Mencl a Hambrock.
V roce 1915 klesl odbyt cementu na polovinu ve srovnání s rokem 1914 a továrna pracovala přibližně na jednu třetinu možného výkonu. V letech 1916 a 1917 společnost přestala vyplácet dividendy. V roce 1923 se majitelem na několik let stala Královodvorská cementárna se sídlem v Králově Dvoře u Berouna. V roce 1928 závod připadl zpět původnímu majiteli Sachsich-Bömische Portland CementFabrik AG.[zdroj?]
Vedle cementu se v Čížkovicích od samého počátku vyráběly i cihly. Jejich výroba byla zrušena v roce 1935. V roce 1942 bylo sídlo firmy přeloženo do Drážďan. V roce 1945 byla společnost znárodněna podle jednoho z Benešových dekretů a o rok později přešla pod správu Českých cementáren a vápenic Praha, a. s.[zdroj?]
V roce 1991 byla založena akciová společnost Čížkovická cementárna a vápenice. V roce 1992 na základě vládou schváleného privatizačního projektu odkoupila 12,5 % akcií mezinárodní společnost Lafarge Coppee (od roku 1995 jen Lafarge), která se postupně stala majoritním vlastníkem. V roce 2015 spojením firem Lafarge a Holcim vznikla nadnárodní skupina LafargeHolcim.[zdroj?] V roce 2021 skupina změnila název na Holcim. V roce 2023 byla Lafarge Cement a.s. přejmenována na Holcim (Česko), a.s.

## Produkty a služby
Výrobní portfolio tvoří portlandské cementy, portlandské struskové cementy, portlandské směsné cementy, maltovinové pojivo Multibat PLUS, vápenec pro odsíření ENVICALC, který se používá na odsíření spalin z elektráren a tepláren, a jemně mletý vápencový slín ENVICALC F pro stabilizaci a sodifikaci nebezpečných odpadů, ale i pro výrobu keramických obkladaček.[zdroj?]

## Udržitelnost a bezemisní výroba
Holcim (Česko) postupně směřuje k uhlíkové neutralitě. Díky energetickému a materiálovému zpracování odpadů (tzv. co-processing) ročně využije ve své cementárně přes 100 tisíc tun odpadu.[zdroj?] Společnost dodává rovněž cement ECOPlanet, při jehož výrobě vzniká o 30 % méně uhlíkových emisí než u běžného portlandského cementu.
V roce 2023 mateřská společnost Holcim získala cenu CDP Europe 2023 za udržitelnost – za úsilí v oblasti klimatu a vodního hospodářství. Slavnostní předání cen proběhlo 16. února 2023 v Paříži.